# Liste der Kulturdenkmäler in Oberkail
In der Liste der Kulturdenkmäler in Oberkail sind alle Kulturdenkmäler der rheinland-pfälzischen Ortsgemeinde Oberkail aufgeführt. Grundlage ist die Denkmalliste des Landes Rheinland-Pfalz (Stand: 27. Juni 2022).

## Denkmalzonen
| Bezeichnung                                     | Lage                                                                  | Baujahr         | Beschreibung | Bild |
| ----------------------------------------------- | --------------------------------------------------------------------- | --------------- | --- | ---- |
| Denkmalzone Gräflich Manderscheidsche Burg Kail | Bitburger Straße 3; Burgstraße 4–18 und 20; Haupichgasse 1 und 3 Lage | ab 1340         | um 1340 Ausbau des Hofes zur Wasserburg, ab 1809 teilweise abgebrochen und parzelliert; bauliche Reste der ehemaligen Vierflügelanlage, im Wesentlichen aus dem 17. Jahrhundert (1625) und um 1700, teilweise Umbau zu Quereinhäusern, 19. und frühes 20. Jahrhundert | BW   |
| Denkmalzone Kyllburger Straße                   | Kyllburger Straße 9, 11, 15, 17, 19 Lage                              | 19. Jahrhundert | für die Ortserweiterung des 19. Jahrhunderts charakteristische Zeile aus fünf Gehöften: Nr. 9 spätes 19. Jahrhundert, Nr. 11 bezeichnet 1872, Nr. 17 frühes 19. Jahrhundert                                                                                           | BW   |

## Einzeldenkmäler
| Bezeichnung                         | Lage                                              | Baujahr                            | Beschreibung | Bild                           |
| ----------------------------------- | ------------------------------------------------- | ---------------------------------- | --- | ------------------------------ |
| Brunnen                             | Bitburger Straße, bei Nr. 1 Lage                  | um 1900                            | Laufbrunnen; Rechteckbecken, Brunnenstock um 1900 | BW                             |
| Hofanlage                           | Bitburger Straße 8 und 10 Lage                    | 18. Jahrhundert                    | Streckhof, 18. Jahrhundert, Erweiterung im 20. Jahrhundert; stattliches Wohnhaus, bezeichnet 1767 | BW                             |
| Wohnhaus                            | Bitburger Straße 12 Lage                          | zweite Hälfte des 18. Jahrhunderts | Eckwohnhaus, fortgeschrittenes 18. Jahrhundert | BW                             |
| Wohnhaus                            | Bitburger Straße 16 Lage                          | 1743                               | spätbarockes Wohnhaus mit Treppengiebeln, bezeichnet 1743 | BW                             |
| Friedhofskreuz                      | Gransdorfer Straße, auf dem Friedhof Lage         | 1898                               | Friedhof 1898 angelegt; dreiteiliges neugotisches Friedhofskreuz, 1898 | BW                             |
| Wegekreuz                           | Gransdorfer Straße, am südlichen Ortseingang Lage | 1709                               | barockes Schaftkreuz, bezeichnet 1709, Abschlusskreuz jünger | BW                             |
| Gasthof                             | Hauptstraße 1 Lage                                | 1788                               | historischer Gasthof, im Kern aus dem 18. Jahrhundert (bezeichnet 1788), Umbauten und Erweiterungen im 19. Jahrhundert | BW                             |
| Portal                              | Hauptstraße, an Nr. 3 Lage                        | 1836                               | Eingangsportal, bezeichnet 1836 | BW                             |
| Quereinhaus                         | Hauptstraße 4/6 Lage                              | nach 1811                          | Quereinhaus, Wohnteil kurz nach 1811, Wirtschaftsteil bezeichnet 1823 | BW                             |
| Katholische Pfarrkirche St. Michael | Kirchstraße 7 Lage                                | 1789                               | Saalbau, 1789, Architekt wohl Matthias Pulich, Dudeldorf, 1969 erweitert; Westturm angeblich von 1587; am Turm und auf dem Kirchhof Grabplatten und -kreuze, 18. und frühes 19. Jahrhundert; drei Pfarrergrabsteine, spätes 19. und frühes 20. Jahrhundert, teilweise gotisierend | weitere Bilder Fotos hochladen |
| Pfarrhaus                           | Kirchstraße 8 Lage                                | 1761                               | Pfarrhaus; spätbarocker Putzbau, bezeichnet 1761 | Fotos hochladen                |
| Quereinhaus                         | Kuhberg 1/1a Lage                                 | 1839                               | Quereinhaus, Wohnteil bezeichnet 1839, Wirtschaftsteil bezeichnet 1845 | BW                             |
| Quereinhaus                         | Kuhberg 2 Lage                                    | 1858                               | Quereinhaus, Wohnteil bezeichnet 1858, Rundbogenportal im Wirtschaftsteil aus dem 17. oder frühen 18. Jahrhundert | BW                             |
| Quereinhaus                         | Kyllburger Straße 11 Lage                         | 1872                               | Quereinhaus, bezeichnet 1872, Wohnteil eventuell wenig älter | BW                             |
| Quereinhaus                         | Kyllburger Straße 14 Lage                         | 1898                               | Quereinhaus, bezeichnet 1898 | BW                             |
| Wohnhaus                            | Orsfelder Weg 4 Lage                              | um 1750                            | verputztes Bruchsteingebäude, um 1750, erweitert um 1920 | BW                             |
| Wohnhaus                            | Schulstraße 2 Lage                                | 1801                               | Flurküchenhaus, bezeichnet 1801, Schuppenanbau | BW                             |
| Treppenhaus                         | Schulstraße, an Nr. 13 Lage                       | 1958                               | Treppenhaus der 1958 errichteten Grundschule, originale Ausstattung, farbige Ornamentverglasung von Jakob Schwarzkopf, Trier | BW                             |
| Schulhaus                           | Wittlicher Straße 2 Lage                          | 1845                               | ehemalige Schule; klassizistischer Putzbau, 1845, Architekt Communalbaumeister Bruck, Wittlich | BW                             |
| Kreuzigungsgruppe                   | Wittlicher Straße, bei Nr. 2 Lage                 | 1752                               | Kreuzigungsgruppe, bezeichnet 1752, Maria- und Johannes-Skulpturen barock | BW                             |
| Portal                              | Wittlicher Straße, an Nr. 9 Lage                  | 1788                               | barockes Eingangsportal, bezeichnet 1788 | BW                             |
| Wohnhaus                            | Wittlicher Straße 11 Lage                         | 1829                               | Wohnhaus auf geschosshohem Keller, bezeichnet 1829 | BW                             |
| Arenbergisches Forsthaus            | Wittlicher Straße 15 Lage                         | nach 1918                          | ehemaliges Arenbergisches Forsthaus; Mansardwalmdachbau, Reformarchitektur, kurz nach 1918 | BW                             |
| Wegekreuz                           | nördlich des Ortes im Salmtal Lage                | 1793                               | Schaftkreuz, 1793 | BW                             |
| Wegekreuz                           | nördlich des Ortes im Wald Lage                   | 1851                               | Schaftkreuz, bezeichnet 1851 | BW                             |
| Frohnertkapelle                     | nordöstlich des Ortes Lage                        | 1646                               | achteckiger Zentralbau, spätgotische und Renaissance-Motive, 1646; Kreuzweg mit sieben Stationen, spätes 17. oder frühes 18. Jahrhundert, 1892 auf 14 Stationen erweitert | BW                             |
| Wegekreuz                           | südwestlich des Ortes an der L 36 Lage            | 1778                               | spätbarockes Schaftkreuz, 1778 oder wenig später | weitere Bilder Fotos hochladen |
| Wegekreuz                           | südwestlich des Ortes an der L 36 Lage            | 1819                               | Schaftkreuz, 1819 (eisernes Abschlusskreuz neu) | BW                             |
| Wegekreuz                           | westlich des Ortes Lage                           | 1644                               | Schaftkreuz, bezeichnet 1644 und 1890 (Renovierung) | BW                             |